# 初芝崇史
初芝 崇史（はつしば たかし）は、千葉県出身のシンガーソングライター。

## 来歴・人物
小学生の頃、TUBEのアルバム『納涼』を聴いたことをきっかけに音楽に興味を持つ。2006年アルバム『探求者』の発表を機に全国へ活動を広げ、本格的に音楽活動を開始。
2008年には、70年代湘南カルチャーを題材にした青春ドラマ『サンシャイン デイズ』で準主役に抜擢され、俳優としても映画やテレビに出演。また舞台やミュージカルの音楽も手がけ、作曲家として活動の幅を広げる。
2012年にはBOSEのCM楽曲を担当し、これまでに羽田スカイホール、銀座ヤマハホール、Mt. RAINIER HALL、名古屋Blue Note、品川グローリアチャペル、時計台ホールなどで単独公演を開催。
2017年にはUniversal Music Japanから『星命』を配信リリースし、アジア・ヨーロッパのライブイベントやフェスに出演。
2018年には韓国、台湾、上海、北京、東京を巡るアジアツアーを成功させ、11月にはスペイン最大のJapan Fes『Salón del Manga』に出演。1万人規模のメインステージで観客を魅了した。
2019年には「国境を越えた音楽の融合」をテーマに、アジア・ヨーロッパ7カ国を巡るツアー『Collaborations』を開催し、台湾のレーベルJSJミュージックから中国語のオリジナル曲『謎恋 -miren-』をリリース。
2022年にはオリオンビール台湾主催の「Orion Music Tour」で台北・台中・新竹・高雄を巡り、そのライブ映像がオリオンビール台湾のCMとして放送された。
2023年、日韓交流イベントが開催されたハヌル国立劇場にて、韓国ドラマ『秋の童話』の主題歌を歌った韓国人歌手チョン・イルヨン氏と、主題歌『祈り』をデュエットし大きな反響を呼ぶ。
BSフジの音楽番組『OTOSEN』でも特集が組まれるなど、国境を超えて活躍するシンガーソングライターとして注目を集めている。

## ディスコグラフィ

### album
- 『探求者』
- 『十年愛』
- 『SEIMEI -星命- 』

- 『HORIZON』
- 『奇跡』
- 『ハタメカセ』

### DVD
- Live DVD 『星命～祈りが歌にかわると』
- 初芝崇史15周年記念ドキュメンタリーフィルム『One day or Day one』

## ライブ活動
- 2011年
  - 12月9日 Shibuya duo MUSIC EXCHANGE 『 結晶 』
- 2012年
  - 7月6日 品川教会『 星命～祈りが歌に変わるとき～ 』guest 吉俣良
- 2013年
  - 銀座ヤマハホール 『 誓い～軌跡を奇跡に変える夜～ 』guest 吉俣良
  - 大阪D STYLE　　『 誓い～軌跡を奇跡に変える夜～ 』
- 2014年
  - Acousticツアー「 再会～光をつむぐ～ 」（北海道、東京、名古屋、大阪、福岡、鹿児島)
- 2015年
- ワンマンツアー「Horizon 」（北海道、東京、名古屋、金沢、大阪、福岡)
- 2016年
- 初芝崇史-THE STORY 10 YEARS-（北海道、東京、名古屋、静岡、広島、大阪、福岡、大阪)
- 10/14 Mt.RAINIERHALL
- 2017年
  - LIVE TOUR『奇跡』◯11/25南青山曼荼羅　○12/1時計台ホール　○1/28名古屋ブルーノート

## 出演

### CM
BOSE CM曲担当　『Freedom』（2012年）

### ラジオ
- ニッポン放送「有楽町音楽室」準レギュラー（2007年）
- ニッポン放送「小倉智昭ラジオサーキット」
- レインボータウンFM　「今宵の音」パーソナリティ（2009年～ 2011年）
- bayfm「あしたの音楽」

### 舞台・ミュージカル
⚫︎劇団三ツ星キッチン『 TOMORROW 』@赤坂レッドシアター（2009年）
⚫︎劇団三ツ星キッチン『 RISTORANTE 』@ 新宿シアターサンモール（2009年）
⚫︎劇団三ツ星キッチン『 HOME 』@ 赤 坂レッドシアター(2010年）
⚫︎劇団三ツ星キッチン『 LOVE 』@ 赤 坂レッドシアター(2010年）
⚫︎劇団見上げたボーイズ『 元気再生事業団 』@目白風姿花伝 ▶音楽監督(2011年）
⚫︎『 B型の女達 』@下北沢楽園 ▶音楽担当 (2011年）
⚫︎KizuNa第２弾　Dance＆ACT 「ARIGATOU」元宝塚真織由季主演『 ARIGATOU~~Where is the morning?~ 』
@草月ホール ▶音楽監督　(2011年）
⚫︎『 ハテシナイタビ 』@ 阿 佐ヶ谷アップ ▶ 音楽担当（2013年）
⚫︎『 B型の女達 2nd 』@下北沢楽園 ▶音楽担当（2013年）
⚫︎劇団三ツ星キッチン『 Tomorrow 』鈴木蘭々主演（2014年）
（東京/博品館劇場 ○北海道/道新ホール ○大阪/ABCホール○福岡/イムズホール ○広島/アステールプラザ中ホール）
⚫︎『 LOVE 』@ 赤坂レッドシアター
⚫︎『 B型の女達３rd 』@下北沢楽園 ▶音楽担当（2015年）
⚫︎『 POWER TO THE しにや～ 』@スクエア荏原ひらつかホール ▶主演　音楽担当（2015年）
⚫︎『 何でもない時間の過ごし方 』▶音楽担当（2015年）

### 映画
- 「 サンシャインデイズ」大岩龍役　劇中歌『今宵の空』（2007年）
- 「恋のパラドラ」第1話「月の輝く夜に」主演（2009年）

### ドラマ
- マイタウンTVCMのスピンオフ企画として制作されたドラマ『ユキとダイキ』のエンディングテーマ(2023年)